# أولريش شتيفان
أولريش شتيفان (بالألمانية: Ulrich Stephan)‏ هو لاعب شطرنج بالمراسلة ‏ ألماني، ولد في 7 مايو 1970.

## وصلات خارجية
- أولريش ستيفان على موقع الاتحاد الدولي للشطرنج (الإنجليزية)
- أولريش ستيفان على موقع مباريات الشطرنج (الإنجليزية)
- أولريش ستيفان على موقع 365Chess.com (الإنجليزية)
- أولريش ستيفان على موقع Chesstempo.com (الإنجليزية)
- أولريش ستيفان على موقع اتحاد المراسلات الدولية للشطرنج (الإنجليزية)